# Enrico Martino

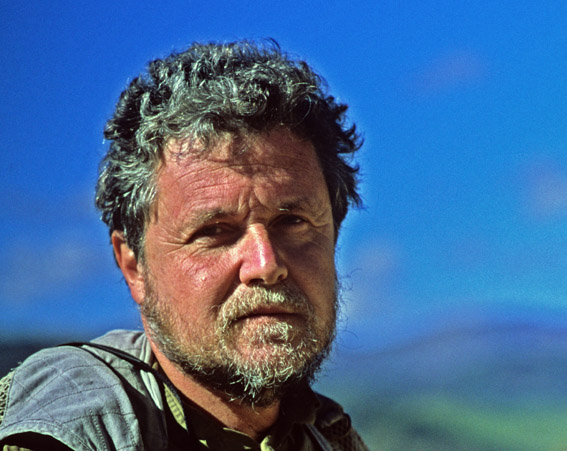

Enrico Martino (Turín, 16 de enero de 1948), es un fotoperiodista italiano.

## Biografía
Periodista desde 1971, ha realizado sus primeros reportajes en la guerra de Yom Kipur, la primera Guerra del Golfo, las elecciones americanas en el año del Watergate, la hambruna en el Sahel en 1984, el colapso del comunismo en Alemania Oriental, Hungría y Rumanía. También fue el primer fotoperiodista italiano a realizar un reportaje sobre el entrenamiento de los marines norteamericanos.
Desde 1985 se ha especializado en reportajes geográficos y de viajes, enfocando sobre todo a los aspectos sociales y culturales. El trabajo de los últimos años tiene una especial atención a América Latina, sobre todo México donde ha realizado muchos reportajes. En 2001 ha colaborado con Cáritas de Ciudad de México en un proyecto de comunicación visual en la migración indígena y las problemáticas sociales en la ciudad. Ha colaborado como fotoperiodista con imágenes y textos en numerosas revistas italianas y europeas, Época, Espresso, Panorama, L'Europeo, Sette, Airone, "D" di Repubblica, Elle, Marie Claire, Merian, Spiegel, Die Zeit, Geo, Jeune Afrique, Rutas del Mundo, Altair. Es coautor más de 40 monografías de la revista Meridiani.
Ha publicado libros en Italia y en Francia y ha realizado exposiciones personales en Turín, Milán, Roma, Palermo, Padua, Ciudad de México, Acapulco, Buenos Aires, Berlín y Chicago.
Sus fotografías se conservan en el British Museum de Londres y el Alto Comisionado de las Naciones Unidas para los Refugiados (ACNUR) en Ginebra.

## Libros
- Liguria (A. Mondadori, Milano, 1984)
- L¹anima degli indios (EGA Editore, Torino, 1992)
- Gente chiamata Torino (EGA Editore, Torino, 1996)
- Messico (Idealibri, Milano, 1996)
- Borgogna di pietra (Idealibri, Milano, 1998)
- Italie (coautor, Vilo, Paris 2003)

## Exposiciones
- Reporter '70 (Turín, 1979)
- Los 35 días (Turín, 1980)
- Turismo y centros de arte (Milán, 1981)
- Chiapas (Palermo, Messina, Catania, Padua, 1992)
- Baja California (México DF, Querétaro, Acapulco, Buenos Aires,Berlín, Milán, Roma, 1994-1995)
- Gente di Torino (Turín, 1997)
- Migrantes indígenas a la Ciudad de México (Chicago 1999, Bolonia 2006)

## Premios
2 Lentes de Plata y 3 Plumas de Plata, los más prestigiosos premios conferidos por el presidente de la República Mexicana, para libros y reportajes culturales y de viaje sobre México.